# Tess (Film)
Tess ist ein französisch-britisches Filmdrama von Roman Polański aus dem Jahr 1979. Es ist eine Verfilmung des Romans Tess von den d'Urbervilles: Eine reine Frau (Originaltitel: Tess of the d'Urbervilles: A Pure Woman Faithfully Presented) von Thomas Hardy aus dem Jahr 1891. Die Hauptrolle spielte Nastassja Kinski.

## Handlung
Der Film spielt in Südengland, 19. Jahrhundert, im Viktorianischen Zeitalter. Der verarmte Jack Durbeyfield schickt seine Tochter zu den reichen d'Urbervilles, als er hört, dass seine Familie mit ihnen verwandt ist. Sie erhält eine Anstellung. Nach einem Tanzabend wird sie von Alec d'Urberville vergewaltigt und seine Geliebte. Tess erwartet ein Kind, flieht zurück zu ihrer Familie. Das Kind wird kurz vor Jacks Tod von Tess selbst getauft, da dieser dem Priester den Zutritt verweigert. Tess wird Magd. Sie verliebt sich in den Pfarrersohn Angel und versucht, ihn vor der Hochzeit durch einen Brief von ihrer Vergangenheit zu informieren. Doch der Brief erreicht ihn nicht. Als sie Angel frisch vermählt ihre Vergangenheit erzählt, verstößt er sie und geht nach Übersee. Tess wird Tagelöhnerin und trifft Alec wieder. Als Angel nach schwerer Erkrankung aus Brasilien zurückkehrt, findet er Tess und Alec in einer Pension zusammenlebend. Von Alec gedemütigt, ermordet Tess ihn schließlich und flieht mit Angel. In Stonehenge wird sie verhaftet und in der Hauptstadt von Wessex hingerichtet.

## Hintergrund
Polański drehte diesen Film, da seine Frau Sharon Tate ihm kurz vor ihrem Tod den Originalroman mit dem Hinweis schenkte, dass dies einen großartigen Film abgeben würde. Zu Beginn des Films erscheint die Widmung „to Sharon“. Für die Hauptrolle wählte Polański Nastassja Kinski, die am gleichen Tag (24. Januar) wie Sharon Tate Geburtstag hat.
Der Film wurde in Frankreich gedreht, vor allem in der Normandie (Cotentin, la Hague, Omonville-la-Rogue, Éculleville, Sainte-Croix-Hague, le Vast, Bricquebec und Saint-Jacques-de-Néhou), dann in der Bretagne (Locronan, le Leslay) und Nord-Pas-de-Calais (Condette).
Der Kameramann des Films, der Oscar-Preisträger Geoffrey Unsworth, starb während des dritten Monats der Dreharbeiten an einem Herzinfarkt. Der Film wurde von Ghislain Cloquet fertiggedreht; beide erhielten dafür dann den Oscar.

## Synchronisation
Die deutsche Synchronisation entstand im Auftrag der Berliner Synchron, nach einem Dialogbuch und unter der Dialogregie von Ottokar Runze.
| Rolle             | Schauspieler     | Deutsche Sprecher      |
| ----------------- | ---------------- | ---------------------- |
| Tess Durbeyfield  | Nastassja Kinski | Nastassja Kinski       |
| Angel Clare       | Peter Firth      | Hans-Jürgen Dittberner |
| Alec d'Urberville | Leigh Lawson     | Randolf Kronberg       |
| John Durbeyfield  | John Collin      | Gottfried Kramer       |
| Mrs. Durbeyfield  | Rosemary Martin  | Ursula Krieg           |
| Vikar von Marlott | Richard Pearson  | Wolfgang Spier         |
| Mercy Chant       | Arielle Dombasle | Edith Elsholtz         |

## Kritiken
- Lexikon des internationalen Films: Polanski variiert in strenger Werktreue und bemerkenswerter gestalterischer Zurückhaltung sein altes Thema von der Schutzlosigkeit der Unschuld in einer verderbten Welt. Bei aller gesuchten Ästhetik, symbolischen Verschlüsselung und Überhöhung ins Zeitlose kommen dem Film nie die notwendigen Signale zur Kennzeichnung der sozialen Gegebenheiten der Zeit abhanden. Auch wenn das hochgesteckte Anliegen gelegentlich scheitert, ein ernsthaftes, glaubwürdiges und empfindsames Werk von besonderem ästhetischem Reiz.[2]

- Chicago Sun-Times: Roger Ebert lobt die Darstellung von Nastassja Kinski, die aufgrund ihrer Jugend, Frischheit und Naivität die richtige Besetzung der Hauptrolle sei. Die Handlung des Films vergleicht Ebert mit der einer Soap Opera.[3]

- Prisma Online: „Tess“ ist die episch breite und romantische Verfilmung des 1891 veröffentlichten Romans „Tess of the d'Urbervilles“ von Thomas Hardy. Der Regisseur Roman Polanski erzählt auf seine Weise die Lebensgeschichte des unschuldigen Bauernmädchens Tess, das an der Heuchelei und der Ausbeutung der viktorianischen Gesellschaft zerbricht. Durch die Verbindung von malerischen Bildern und einer breit aufgefächerten, traurigen Geschichte präsentiert sich der Film als Passionsweg eines tragischen Schicksals. Diese Stimmung wird durch die gelungene Darstellung der Hauptfiguren unterstützt, insbesondere der jungen Nastassja Kinski. Roman Polanskis Zugang zu diesem Stoff ist ein sehr persönlicher: „Tess of the d'Urbervilles“ war einer der Lieblingsromane seiner 1969 brutal ermordeten Ehefrau Sharon Tate, der er seinen Film widmete.[4]

## Auszeichnungen
Der Film gewann bei der Oscarverleihung 1981 drei Preise: Für das Szenenbild, die Kameraarbeit und das Kostümdesign (Anthony Powell). Er erhielt außerdem sechs Nominierungen, darunter in den Kategorien bester Film, beste Regie und beste Filmmusik.
Nastassja Kinski und der Film als Bester Film gewannen 1981 den Golden Globe Award; der Film wurde in zwei weiteren Kategorien für den Golden Globe nominiert. Ghislain Cloquet und Geoffrey Unsworth gewannen 1982 den BAFTA Award, der Film wurde in zwei weiteren Kategorien für den gleichen Preis nominiert.
Der Film gewann 1980 den Filmpreis César in drei Kategorien: Bester Film, Beste Regie und Beste Kameraarbeit. Eine der drei César-Nominierungen war für Nastassja Kinski bestimmt. Ghislain Cloquet und Geoffrey Unsworth gewannen 1980 den New York Film Critics Circle Award und den Los Angeles Film Critics Association Award.